# Cova Joana
Cova Joana (crioll capverdià Kova Juana) és una vila a la part central de l'illa Brava a l'arxipèlag de Cap Verd. Està situat en una vall de muntanya, 2 km al sud-oest de la capital de l'illa, Nova Sintra.

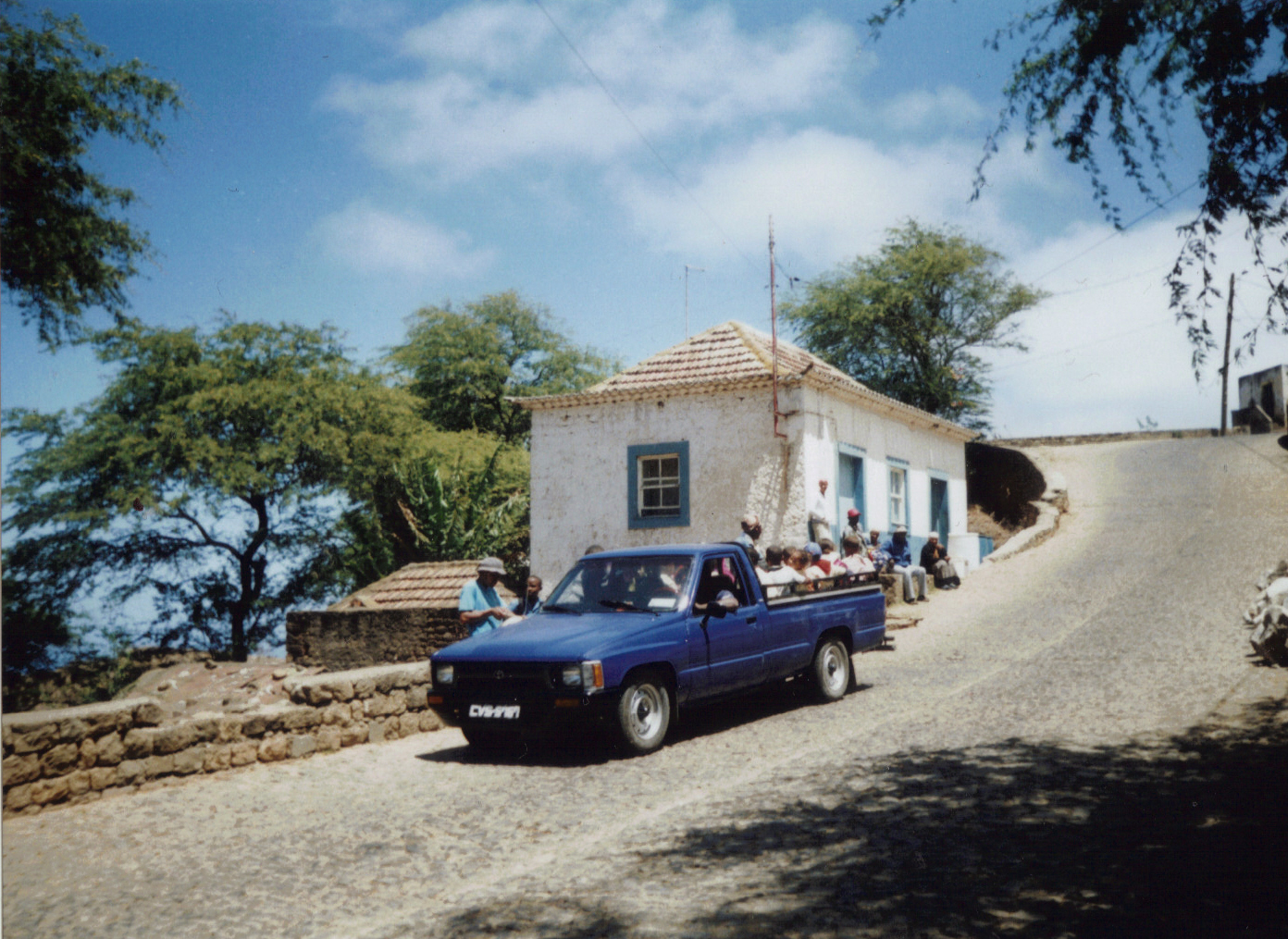
Bus Aluguer a Brava.

El nom de la vila Cova Joana es refereix a la ubicació, la paraula criolla cova vol dir cràter, depressió o vall. La vila és enllaçada amb Nova Sintra, que es troba a set kilòmetres, per una carretera pavimentada, que també enllaça a,b Nossa Senhora do Monte, un lloc de pelegrinatge que es troba a un kilòmetres al sud. Es pot arribar al petit port de Fajã de Água a la costa occidental per un senderi de manera similar que a Monte Fontainhas, el cim més alt de Brava a 976 metres d'altura.
Brava és coneguda com l'illa més verda de Cap Verd. Freqüentment és coberta de núvols, pel que l'evaporització és comparativament baixa i l'illa pot mantenir la seva humitat. La humitat es manté més temps en la depressió de Cova Joana, on l'agricultura (especialment el blat de moro, plàtans i fesols) és la principal font d'ingressos. Moltes cases tenen jardí on es conreen verdures.
Raúl de Pina, un dels músics més importants de Cap Verd, va viure a Cova Joana. Tenia més de 30 nens i fins i tot posseïa un Stradivari. La seva casa està al costat dret del carrer principal i es pot visitar amb cita prèvia. Raúl de Pina era amic d'Eugénio Tavares (1867-1930), un important escriptor i compositor de Cap Verd, que també vivia a Brava.